# Bernhard von Baldaß
Bernhard Edler von Baldaß, avstrijski general, * 17. julij 1847, † 19. november 1909.

## Življenjepis
Upokojen je bil 1. septembra 1906.

## Pregled vojaške kariere
Napredovanja
- generalmajor: 1. maj 1901 (z dnem 2. majem 1901)
- podmaršal: 1. november 1905 (retroaktivno z dnem 31. oktobrom 1905)